# Peter Wagner (Snookerspieler)
Peter Wagner (* 1968 oder 1969) ist ein deutscher Snookerspieler, der in den 1990er-Jahren dreimal die deutsche Snooker-Meisterschaft gewann.

## Karriere
Wagner lernte zunächst den Beruf des Zimmerers und begann mit dem Karambolagebillard und später mit dem Poolbillard, bevor er mit einem einjährigen Aufenthalt in Kanada begann, sich für Snooker zu interessieren. Zuvor war er Mitgründer des Poolbillardvereins PBC Sand gewesen. Er selbst war während seiner Karriere als Snookerspieler sowohl in der Gastronomie als auch als Bademeister tätig. Wagner machte erstmals auf sich aufmerksam, als er 1991 an der Amateurweltmeisterschaft teilnahm, aber dort mit nur einem Sieg gegen den österreichischen Vertreter Robert Burda in der Gruppenphase ausschied. 1992/1993 gewann er die deutsche Snooker-Meisterschaft mit einem Finalsieg über Markus Drude und zwei Events der deutschen Snooker-Tour und stand bei zwei weiteren im Finale. Erneut nahm er auch an der Amateurweltmeisterschaft teil, bei der er diesmal zwar zwei Spiele gewann, aber erneut in der Gruppenphase ausschied. In den nächsten beiden Halbjahren musste er die Verteidigung seines deutschen Meistertitels im Endspiel gegen Martin Krzewitza beenden, verlor zusätzlich auch im Finale eines deutschen Snooker-Tour-Turnieres gegen Mike Henson und schied erneut in der Gruppenphase der Amateurweltmeisterschaft aus.
Etwa ein Jahr später, im Jahr 1995, gewann Wagner mithilfe eines Finalsieges über Martin Krzewitza zum zweiten Mal die deutsche Meisterschaft. Bei der anschließenden Teilnahme an der Amateurweltmeisterschaft gewann er zwar mit drei Partien mehr Spiele als jemals zuvor, schied aber dennoch wieder in der Gruppenphase aus. Außerdem durfte er an der Wildcard-Runde der professionellen German Open teilnehmen, verlor aber mit 0:5 deutlich gegen Yasin Merchant. Nachdem er 1996 seinen deutschen Titel gegen Lasse Münstermann hatte verteidigen können, nahm er erstmals an der Europameisterschaft teil, wo er jedoch ebenfalls nicht über die Gruppenphase hinauskam. Anschließend hatte er über Jahre keine Auftritte in größeren Turnieren, was erst wieder Mitte der 2000er-Jahre einsetzte, als er unter anderem an mehreren deutschen Meisterschaften sowie den Fürth German Open 2006 teilnahm. Während er bei letzteren in der Runde der letzten 48 gegen Ex-Profispieler David Roe verlor, schied er bei den deutschen Meisterschaften häufig in der Gruppenphase aus, sein bestes Ergebnis waren zwei Achtelfinalteilnahmen. Bei den Fürth German Open 2006 sorgte Wagner vor seinem Ausscheiden im Achtelfinale in der vorherigen Gruppenphase für eine Überraschung, als er den Profispieler Matthew Selt mit 2:0 besiegte und dadurch Gruppensieger wurde.
Erst Anfang der 2010er-Jahre hatte Wagner wieder mehr Erfolg, als er bei einem Turnier des German Grand Prix erst Lukas Kleckers im Halbfinale unterlag. Bis 2016 nahm er regelmäßig an verschiedenen Turnieren teil und erreichte einige gute Ergebnisse, neben diesem Halbfinale erreichte er unter anderem die finale Amateur-Qualifikationsrunde der Paul Hunter Classic 2013 und das Viertelfinale der deutschen Meisterschaften 2015 und 2016. Der mehrfache Landesmeister von Baden-Württemberg spielt heutzutage beim DJK Offenburg. Dort ist der Leiter der Vereinsabteilung Snooker. Zuvor spielte er unter anderem für den SC 147 Karlsruhe in der 1. Bundesliga Snooker.

## Erfolge
| Ausgang         | Jahr | Turnier                                                             | Finalgegner       | Ergebnis |
| --------------- | ---- | ------------------------------------------------------------------- | ----------------- | -------- |
| Amateurturniere |      |                                                                     |                   |          |
| Sieger          | 1992 | Deutsche Snooker-Meisterschaft                                      | Markus Drude      | 4:2      |
| Zweiter         | 1992 | German Open Snooker Ranking – Event 12 – 3 Star – Gifhorn Open      | Mike Henson       | 0:4      |
| Zweiter         | 1992 | German Open Snooker Ranking – Event 29 – 2 Star                     | Markus Drude      | 1:3      |
| Sieger          | 1993 | German Open Snooker Ranking – Event 25 – 2 Star                     | Markus Drude      | 3:2      |
| Sieger          | 1993 | German Open Snooker Ranking – Event 31 – 4 Star – Dornstadt Classic | Bart van Ginniken | 4:2      |
| Zweiter         | 1993 | Deutsche Snooker-Meisterschaft                                      | Martin Krzewitza  | 2:4      |
| Zweiter         | 1994 | German Open Snooker Ranking – Event 5 – 2 Star                      | Mike Henson       | 0:3      |
| Sieger          | 1995 | Deutsche Snooker-Meisterschaft                                      | Martin Krzewitza  | 4:1      |
| Sieger          | 1996 | Deutsche Snooker-Meisterschaft                                      | Lasse Münstermann | 6:4      |